# انزو مارسکا
انزو مارسکا (ایتالیایی: Enzo Maresca؛ زادهٔ ۱۰ فوریهٔ ۱۹۸۰) بازیکن سابق و مربی کنونی فوتبال اهل ایتالیا است که هدایت باشگاه چلسی را برعهده دارد.

## دوران باشگاهی
از تیم‌هایی که در آن‌ها بازی کرده است می‌توان به یوونتوس، المپیاکوس، فیورنتینا، سمپدوریا، پیاچنزا، مالاگا، باشگاه فوتبال سویا، وست برومویچ آلبیون، پالرمو، آ.ث. میلان و بولونیا اشاره کرد.

## سرمربیگری در فوتبال
انزو مارسکا سابقه سرمربیگری در تیم‌های منچسترسیتی زیر ۲۱ سال، پارما، لستر سیتی و چلسی را دارد. وی در تیم‌های آسکولی، سویا و منچستر سیتی هم به عنوان دستیار سابقه فعالیت دارد.

## افتخارات

### بازیکن
یوونتوس
- سری آ: ۲۰۰۱–۰۲
- سوپر جام فوتبال ایتالیا: ۲۰۰۳

سویا
- کوپا دل ری: ۲۰۰۶–۰۷
- سوپرجام فوتبال اسپانیا: ۲۰۰۷
- لیگ اروپا: ۲۰۰۵–۰۶, ۲۰۰۶–۰۷
- سوپرجام اروپا: ۲۰۰۶

پالرمو
- سری بی: ۲۰۱۳–۱۴

### سرمربی
زیر ۲۳ سال منچستر سیتی
- Premier League 2: ۲۰۲۰–۲۱
- چلسی
- ۲۰۲۴-۲۵ : لیگ کنفرانس اروپا
- ۲۰۲۴-۲۵ : جام جهانی باشگاه ها

لستر سیتی
- چمپیونشیپ: ۲۰۲۳–۲۴[۳]

فردی
- EFL Championship Manager of the Month: اوت ۲۰۲۳,[۴] اکتبر ۲۰۲۳,[۵] دسامبر ۲۰۲۳,[۶] آوریل ۲۰۲۴[۷]